# Asylum (Pennsylvania)
Asylum  è una township degli Stati Uniti d'America, nella contea di Bradford nello Stato della Pennsylvania. Secondo il censimento del 2000 la popolazione è di 1.097 abitanti.

## Società

### Evoluzione demografica
La composizione etnica vede una maggioranza di quella bianca (98,09%), seguita da quella asiatica (0,55%) dati del 2000.
| township di Asylum Popolazione |       |
| 2000                           | 1.097 |
| Stima al 2009                  | 1.099 |